# Temporada 1992-93 de los Miami Heat
La temporada 1992-93 fue la quinta de los Miami Heat en la NBA. La temporada regular acabó con 36 victorias y 46 derrotas, ocupando el undécimo puesto de la conferencia Este, no logrando clasificarse para los playoffs.

## Elecciones en elDraft
| Ronda | Puesto | Jugador       | Posición | Nacionalidad   | Universidad         |
| ----- | ------ | ------------- | -------- | -------------- | ------------------- |
| 1     | 12     | Harold Miner  | Escolta  | Estados Unidos | Southern California |
| 2     | 37     | Isaiah Morris | Alero    | Estados Unidos | Arkansas            |
| 2     | 42     | Matt Geiger   | Pívot    | Estados Unidos | Georgia Tech        |

## Temporada regular
| División Atlántico | División Atlántico | División Atlántico | División Atlántico | División Atlántico | División Atlántico | División Atlántico | División Atlántico | División Atlántico |
| Equipo             | G                  | P                  | %                  | PD                 | Casa               | Fuera              | Div                |                    |
| ------------------ | ------------------ | ------------------ | ------------------ | ------------------ | ------------------ | ------------------ | ------------------ | ------------------ |
| y-New York Knicks  | 60                 | 22                 | .732               | —                  | 37–4               | 23–18              | 23–5               |                    |
| x-Boston Celtics   | 48                 | 34                 | .585               | 12                 | 28–13              | 20–21              | 19–9               |                    |
| x-New Jersey Nets  | 43                 | 39                 | .524               | 17                 | 26–15              | 17–24              | 14–14              |                    |
| Orlando Magic      | 41                 | 41                 | .500               | 19                 | 27–14              | 14–27              | 15–13              |                    |
| Miami Heat         | 36                 | 46                 | .439               | 24                 | 26–15              | 10–31              | 9–19               |                    |
| Philadelphia 76ers | 26                 | 56                 | .317               | 34                 | 15–26              | 11–30              | 11–17              |                    |
| Washington Bullets | 22                 | 60                 | .268               | 38                 | 15–26              | 7–34               | 7–21               |                    |

## Estadísticas

### Temporada regular
| Rk | Jugador       | Edad | P  | PT | MP   | TC  | TCI  | %TC  | T3  | T3I | %T3  | TL  | TLI | %TL  | RO  | RD  | RT   | AS  | RB  | TAP | BP  | FP  | PTS  |
| -- | ------------- | ---- | -- | -- | ---- | --- | ---- | ---- | --- | --- | ---- | --- | --- | ---- | --- | --- | ---- | --- | --- | --- | --- | --- | ---- |
| 1  | Glen Rice     | 25   | 82 | 82 | 37.6 | 7.1 | 16.1 | .440 | 1.8 | 4.7 | .383 | 3.0 | 3.6 | .820 | 1.1 | 4.0 | 5.2  | 2.2 | 1.1 | 0.3 | 1.9 | 2.5 | 19.0 |
| 2  | Grant Long    | 26   | 76 | 62 | 35.9 | 5.2 | 11.1 | .469 | 0.1 | 0.3 | .231 | 3.4 | 4.5 | .765 | 2.6 | 4.9 | 7.5  | 2.4 | 1.4 | 0.4 | 1.8 | 3.5 | 14.0 |
| 3  | Rony Seikaly  | 27   | 72 | 64 | 34.1 | 5.8 | 12.1 | .480 | 0.0 | 0.1 | .125 | 5.5 | 7.5 | .735 | 3.6 | 8.2 | 11.8 | 1.4 | 0.5 | 1.2 | 2.8 | 3.6 | 17.1 |
| 4  | Steve Smith   | 23   | 48 | 43 | 33.5 | 5.8 | 12.9 | .451 | 1.1 | 2.8 | .402 | 3.2 | 4.1 | .787 | 1.2 | 2.9 | 4.1  | 5.6 | 1.0 | 0.3 | 2.7 | 3.1 | 16.0 |
| 5  | Kevin Edwards | 27   | 40 | 30 | 28.4 | 5.4 | 11.6 | .468 | 0.1 | 0.4 | .294 | 3.0 | 3.5 | .844 | 1.2 | 1.8 | 3.0  | 3.0 | 1.7 | 0.3 | 1.9 | 1.7 | 13.9 |
| 6  | John Salley   | 28   | 51 | 34 | 27.9 | 3.0 | 6.0  | .502 | 0.0 | 0.0 |      | 2.3 | 2.8 | .799 | 2.2 | 3.9 | 6.1  | 1.6 | 0.6 | 1.4 | 2.0 | 3.8 | 8.3  |
| 7  | Bimbo Coles   | 24   | 81 | 37 | 27.6 | 3.9 | 8.5  | .464 | 0.5 | 1.7 | .307 | 2.2 | 2.7 | .805 | 0.7 | 1.3 | 2.0  | 4.6 | 1.0 | 0.1 | 1.3 | 2.5 | 10.6 |
| 8  | Brian Shaw    | 26   | 68 | 45 | 23.6 | 2.9 | 7.4  | .393 | 0.6 | 1.9 | .331 | 0.9 | 1.1 | .782 | 1.0 | 2.8 | 3.8  | 3.5 | 0.7 | 0.3 | 1.4 | 2.4 | 7.3  |
| 9  | Harold Miner  | 21   | 73 | 0  | 18.9 | 4.0 | 8.4  | .475 | 0.0 | 0.1 | .333 | 2.2 | 2.9 | .762 | 1.0 | 1.0 | 2.0  | 1.0 | 0.5 | 0.1 | 1.3 | 1.8 | 10.3 |
| 10 | Willie Burton | 24   | 26 | 8  | 17.3 | 2.1 | 5.4  | .383 | 0.2 | 0.6 | .333 | 3.5 | 4.9 | .717 | 0.8 | 1.8 | 2.7  | 0.6 | 0.5 | 0.6 | 1.9 | 2.2 | 7.8  |
| 11 | Keith Askins  | 25   | 69 | 1  | 13.6 | 1.3 | 3.1  | .413 | 0.3 | 0.9 | .338 | 0.4 | 0.6 | .725 | 1.1 | 1.8 | 2.9  | 0.4 | 0.4 | 0.4 | 0.5 | 2.0 | 3.3  |
| 12 | Matt Geiger   | 23   | 48 | 2  | 11.5 | 1.6 | 3.0  | .524 | 0.0 | 0.1 | .000 | 1.3 | 1.9 | .674 | 1.0 | 1.5 | 2.5  | 0.3 | 0.3 | 0.4 | 0.8 | 2.6 | 4.5  |
| 13 | Alec Kessler  | 26   | 40 | 2  | 10.4 | 1.4 | 3.1  | .467 | 0.1 | 0.3 | .455 | 0.9 | 1.2 | .766 | 0.6 | 1.7 | 2.3  | 0.4 | 0.1 | 0.3 | 0.5 | 1.6 | 3.9  |

## Galardones y récords
| Jugador      | Galardón                                |
| Harold Miner | Campeón del Concurso de Mates de la NBA |